# 米諾阿 (紐約州)
米諾阿（英語：Minoa）是位於美國紐約州奧農達加縣的村。

## 人口
根據2020年美國人口普查的數據，米諾阿的面積為3.42平方千米，皆為陸地。當地共有人口3657人，而人口密度為每平方千米1,069人。